# 金陵啤酒
金陵啤酒是由南京英博金陵啤酒公司生产的啤酒品牌，其在南京本地受到广泛的欢迎，并且在周边地区也有固定的用户。

## 历史
金陵啤酒的品牌始建于1958年，是江苏省第一个啤酒品牌。其品牌取南京的古称：“金陵”之名。
1993年，原公司与香港华都合资有限公司合资；而1997年，公司又与比利时英特布鲁国际啤酒集团合作，成立为南京英博金陵啤酒公司。